# Scott Johnson (gimnasta)
Scott Johnson (Cincinnati, Estados Unidos, 12 de julio de 1961) es un gimnasta artístico estadounidense, campeón olímpico en 1984 en el concurso por equipos.

## Juegos olímpicos
En los JJ. OO. celebrados en Los Ángeles ganó la medalla de oro en el concurso por equipos —por delante de China y Japón, siendo sus compañeros: Bart Conner, Timothy Daggett, Mitchell Gaylord, James Hartung y Peter Vidmar.